# Un attimo di pace
Un attimo di pace è un singolo del cantautore italiano Eros Ramazzotti, pubblicato il 5 settembre 2003 come secondo estratto dal nono album in studio 9.

## Descrizione
È un brano contro la guerra della cronaca rosa e dei falsi pettegolezzi.
Il brano è salito al podio delle classifiche radiofoniche a fine ottobre, per poi uscirne una settimana dopo.

## Classifiche

### Classifiche settimanali
| Classifica (2003) | Posizione massima |
| ----------------- | ----------------- |
| Belgio (Fiandre)  | 61                |
| Belgio (Vallonia) | 60                |
| Germania          | 87                |
| Italia            | 12                |
| Paesi Bassi       | 84                |
| Russia            | 28                |
| Svizzera          | 34                |

### Classifiche di fine anno
| Classifica (2003) | Posizione |
| ----------------- | --------- |
| Russia            | 35        |